# Bursa Büyükşehir Belediye Spor Kulübü 2016-2017 (pallavolo femminile)
Questa voce raccoglie le informazioni riguardanti il Bursa Büyükşehir Belediye Spor Kulübü nelle competizioni ufficiali della stagione 2016-2017.

## Organigramma societario
Area direttiva
- Presidente: Recep Altepe

Area tecnica
- Allenatore: Jan de Brandt
- Allenatore in seconda: Haluk Korkmaz

## Rosa
| N° | Nome                | Ruolo | Data di nascita  | Nazionalità sportiva |
| -- | ------------------- | ----- | ---------------- | -------------------- |
| 2  | Aylin Sarıoğlu      | L     | 27 luglio 1995   | Turchia              |
| 3  | Ceren Cihan         | L     | 3 febbraio 1991  | Turchia              |
| 5  | Yaren Hatipoğlu     | S     | 23 febbraio 1999 | Turchia              |
| 6  | Melissa Kerem       | C     | 6 febbraio 1999  | Turchia              |
| 7  | Fatma Yıldırım      | S     | 3 gennaio 1990   | Turchia              |
| 8  | İpek Soroğlu        | C     | 12 marzo 1985    | Turchia              |
| 9  | Özge Kırdar         | P     | 26 giugno 1985   | Turchia              |
| 10 | Merve Tanıl         | P     | 22 febbraio 1990 | Turchia              |
| 11 | Joyce da Silva      | O     | 13 giugno 1984   | Brasile              |
| 12 | Nikalina Bashnakova | S     | 29 marzo 1998    | Azerbaigian          |
| 14 | Ivana Miloš         | C     | 7 marzo 1986     | Croazia              |
| 15 | Nuran İnce          | O     | 12 febbraio 1999 | Turchia              |
| 16 | İkbal Albayrak      | C     | 15 ottobre 1991  | Turchia              |
| 18 | Dóra Horváth        | S     | 4 marzo 1988     | Ungheria             |

## Statistiche

### Statistiche di squadra
| Competizione     | Punti | In casa | In casa | In casa | In trasferta | In trasferta | In trasferta | Totale | Totale | Totale |
| Competizione     | Punti | G       | V       | P       | G            | V            | P            | G      | V      | P      |
| ---------------- | ----- | ------- | ------- | ------- | ------------ | ------------ | ------------ | ------ | ------ | ------ |
| Sultanlar Ligi   | 38,08 | 15      | 10      | 5       | 14           | 6            | 8            | 29     | 16     | 13     |
| Coppa di Turchia | -     | 1       | 1       | 0       | 1            | 0            | 1            | 4      | 2      | 2      |
| Challenge Cup    | -     | 5       | 4       | 1       | 5            | 4            | 1            | 10     | 8      | 2      |
| Totale           | -     | 21      | 15      | 6       | 20           | 10           | 10           | 43     | 26     | 17     |

G = partite giocate; V = partite vinte; P = partite perse

### Statistiche dei giocatori
| Giocatore     | Campionato | Campionato | Campionato | Campionato | Campionato | Coppa di Turchia | Coppa di Turchia | Coppa di Turchia | Coppa di Turchia | Coppa di Turchia | Challenge Cup | Challenge Cup | Challenge Cup | Challenge Cup | Challenge Cup | Totale | Totale | Totale | Totale | Totale |
| Giocatore     | P          | PT         | AV         | MV         | BV         | P                | PT               | AV               | MV               | BV               | P             | PT            | AV            | MV            | BV            | P      | PT     | AV     | MV     | BV     |
| ------------- | ---------- | ---------- | ---------- | ---------- | ---------- | ---------------- | ---------------- | ---------------- | ---------------- | ---------------- | ------------- | ------------- | ------------- | ------------- | ------------- | ------ | ------ | ------ | ------ | ------ |
| İ. Albayrak   | 20         | 57         | 30         | 18         | 9          | 4                | 2                | 0                | 0                | 2                | 7             | 26            | 12            | 7             | 7             | 31     | 85     | 42     | 25     | 18     |
| N. Bashnakova | 19         | 20         | 16         | 2          | 2          | 3                | 2                | 2                | 0                | 0                | 7             | 32            | 28            | 3             | 1             | 29     | 54     | 46     | 5      | 3      |
| C. Cihan      | 27         | 2          | 2          | 0          | 0          | 2                | 0                | 0                | 0                | 0                | 8             | 0             | 0             | 0             | 0             | 37     | 2      | 2      | 0      | 0      |
| J. da Silva   | 29         | 538        | 466        | 53         | 19         | 4                | 73               | 60               | 8                | 5                | 10            | 163           | 138           | 15            | 10            | 43     | 774    | 664    | 76     | 34     |
| Y. Hatipoğlu  | 27         | 18         | 9          | 0          | 9          | 4                | 0                | 0                | 0                | 0                | 10            | 36            | 31            | 1             | 4             | 41     | 54     | 40     | 1      | 13     |
| D. Horváth    | 29         | 376        | 322        | 21         | 33         | 4                | 51               | 40               | 5                | 6                | 10            | 125           | 103           | 11            | 11            | 43     | 552    | 465    | 37     | 50     |
| N. İnce       | 17         | 11         | 7          | 0          | 4          | 1                | 0                | 0                | 0                | 0                | 8             | 25            | 15            | 1             | 9             | 26     | 36     | 22     | 1      | 13     |
| M. Kerem      | 0          | 0          | 0          | 0          | 0          | 0                | 0                | 0                | 0                | 0                | -             | -             | -             | -             | -             | 0      | 0      | 0      | 0      | 0      |
| Ö. Kırdar     | 29         | 79         | 30         | 30         | 19         | 4                | 7                | 2                | 3                | 2                | 10            | 26            | 8             | 10            | 8             | 43     | 112    | 40     | 43     | 29     |
| I. Miloš      | 25         | 174        | 110        | 40         | 24         | 4                | 38               | 24               | 13               | 1                | 10            | 85            | 54            | 23            | 8             | 39     | 297    | 188    | 76     | 33     |
| A. Sarıoğlu   | 28         | 1          | 1          | 0          | 0          | 4                | 0                | 0                | 0                | 0                | 10            | 0             | 0             | 0             | 0             | 42     | 0      | 0      | 0      | 0      |
| İ. Soroğlu    | 28         | 172        | 122        | 32         | 18         | 4                | 21               | 16               | 4                | 1                | 10            | 82            | 54            | 20            | 8             | 42     | 275    | 192    | 90     | 27     |
| M. Tanıl      | 25         | 4          | 0          | 0          | 4          | 4                | 0                | 0                | 0                | 0                | 7             | 4             | 0             | 2             | 2             | 36     | 8      | 0      | 2      | 6      |
| F. Yıldırım   | 29         | 304        | 253        | 28         | 23         | 4                | 45               | 42               | 2                | 1                | 8             | 59            | 53            | 1             | 5             | 41     | 408    | 348    | 31     | 29     |

P = presenze; PT = punti totali; AV = attacchi vincenti; MV = muri vincenti; BV = battute vincenti